# Ranunculus ultramontanus
Ranunculus ultramontanus là một loài thực vật có hoa trong họ Mao lương. Loài này được (Greene) A. Heller miêu tả khoa học đầu tiên năm 1910.